# Txutove
Txutove (ucraïnès: Чутове, rus: Чутово) és un assentament de tipus urbà i el centre administratiu del raion de Poltava a l'óblast de Poltava a Ucraïna. A està situat a la riba del Kolomak, l'afluent esquerre del Vorskla, a la conca de drenatge del Dniéper.
Població: 6.024 (2022).

## Economia

### Transport
L'assentament es troba a l'autopista M03 que connecta Kíiv i Khàrkiv a través de Poltava.
L'estació de ferrocarril més propera es troba a Skorokhodove, al ferrocarril que connecta Poltava i Khàrkiv.